# Scopuloides
Scopuloides is een geslacht in de familie Meruliaceae.

## Soorten
Volgens Index Fungorum telt het geslacht zeven soorten (peildatum februari 2023): 
| Soortnaam                                       | Auteur(s)                                         | Publicatiejaar |
| ----------------------------------------------- | ------------------------------------------------- | -------------- |
| Scopuloides allantoidea                         | C.C. Chen & Sheng H. Wu                           | 2021           |
| Scopuloides dimorpha                            | (Sang H. Lin & Z.C. Chen) C.C. Chen & Sheng H. Wu | 2021           |
| Scopuloides hydnoides (Wastandjeszwam)          | (Cooke & Massee) Hjortstam & Ryvarden             | 1979           |
| Scopuloides leprosa (Wildharige wastandjeszwam) | (Bourdot & Galzin) Boidin, Lanq. & Gilles         | 1993           |
| Scopuloides magnicystidiata                     | Gilb. & Nakasone                                  | 2003           |
| Scopuloides rimosa                              | (Cooke) Jülich                                    | 1982           |
| Scopuloides subgelatinosa                       | Nakasone                                          | 2003           |